# Panajotis Samilidis
Panajotis Samilidis (ur. 9 sierpnia 1993) – grecki pływak, specjalizujący się głównie w stylu klasycznym.
Dwukrotny brązowy medalista mistrzostw Europy z Debreczyna na 50 i 200 m stylem klasycznym. Dwukrotny mistrz Europy juniorów na dystansach: 100 oraz 200 m stylem klasyczny.
Uczestnik igrzysk olimpijskich w Londynie (2012) na 100 (22. miejsce) i 200 m żabką (27. miejsce).